# The Child of Lov
Мартийн Уиллиам Зимри Тирлинк (нидерл. Martijn William Zimri Teerlinck, также известен как Cole Williams или The Child of Lov; 31 марта 1987, Ленделеде — 10 декабря 2013) — бельгийский хип-хоп-соул-музыкант.

## Биография
The Child of Lov — это «one man band» (англ. коллектив одного человека). Свой стиль музыкант характеризует, как «psychedelic hip-hop» (психоделический хип-хоп).
Интерес к выходу его дебютного альбома «The Child of Lov» (2013) подогрели музыкальные видео на такие композиции, как «Heal» и «Give Me». Лонгплей был выпущен 6 мая 2013 года. В записи альбома принимали участие Деймон Албарн и DOOM. Работа получила положительные оценки критиков.
Музыкант планировал отправиться в тур с материалом из нового альбома, но неожиданно отменил все свои выступления.

## Смерть
10 декабря на странице музыканта в Facebook появилась ошеломительная новость о том, что The Child of Lov больше не с нами. Музыкант скончался после осложнений от операции. У него был врожденный порок сердца, и каждый день Мартин проживал, как последний. Он сам говорил: «Ходили слухи, что я смогу сыграть только три концерта в трех разных континентах. Надеюсь, я буду выступать куда больше! Надеюсь, не умру после первого же выступления!»
Музыканту было всего 26 лет.

## Дискография
«The Child of Lov» (2013)